# 450 f.Kr.
| 450 f.Kr.          |
| ------------------ |
| Dødsfald - Fødsler |
|                    |

## Begivenheder
- Den græske spydbæreren, som er fra 450-440 f.Kr. blev lavet i marmor. Nu står der en romersk kopi i Museo Nazionale i Napoli.

## Dødsfald
| År | Spire Denne artikel om et år, årti, århundrede eller årtusinde er en spire som bør udbygges. Du er velkommen til at hjælpe Wikipedia ved at udvide den. |